# チャ・ミヨン
チャ・ミヨン（ハングル表記：차미연、1976年1月28日 - ）は、大韓民国の文化放送 (MBC) 所属のアナウンサー。
2000年、MBCに公開採用アナウンサーとして入社。2011年12月2日に開催された韓国アナウンサー協会主催の大韓民国アナウンサー大賞でアナウンサークラブ賞を受賞した。2013年2月に結婚した。ニュース番組のアンカーおよび時事教養番組の司会進行を務めている。